# Проскинитари (Кожанско)
Проскинитари или Хаджи Хасанли (на гръцки: Προσκυνητάρι, катаревуса Προσκυνητάριον, Проскинитарион, до 1927 година Χατζή Χασανλή, Хадзи Хасанли) е бивше село в Гърция в дем Кожани, област Западна Македония.

## География
Селото е било разположено на североизточно от Кожани, близо до Капнохори (Софулар).

## История

### В Османската империя
Според статистиката на Васил Кънчов („Македония. Етнография и статистика“) през 1900 година в Хасанли, Кожанска каза, има 42 турци.
На Етнографската карта на Битолския вилает на Картографския институт в София от 1901 година Хасанли (Хаджи) е чисто турско село в Кожанската каза на Серфидженския санджак с 6 къщи.
Според статистика на Серфидженския санджак на гръцкото консулство в Еласона от 1904 година в Хаджисанли (Χατζησανλή), Кожанска каза, живеят 40 турци.

### В Гърция
През Балканската война в селото влизат гръцки части и след Междусъюзническата в 1913 година остава в Гърция. През 20-те години турското му население се изселва и на негово място са заселени гърци туркофони, бежанци от Турция. В 1928 година селото е чисто бежанско и има 28 бежански семейства със 151 души. В 1927 година селото е прекръстено на Проскинитари. В 1940 година жителите му са пресметнати към тези на Капнохори.
На 14 март 1971 година е закрито и присъединено към Капнохори.
| Година    | 1913 | 1920 | 1928 | 1940 | 1951 | 1961 | 1971 | 1981 | 1991 | 2001 | 2011 | 2021 |
| --------- | ---- | ---- | ---- | ---- | ---- | ---- | ---- | ---- | ---- | ---- | ---- | ---- |
| Население | 75   | 105  | 55   |      | 111  | 89   |      |      |      |      |      |      |